# Ochropleura ulrici
Ochropleura ulrici là một loài bướm đêm trong họ Noctuidae.